# Carolein Smit
Carolein Smit (Amersfoort, 22 oktober 1960) is een Nederlandse beeldhouwer, keramist, graficus, schilder en tekenaar.

## Leven en werk
Smit heeft haar opleiding van 1979 tot 1984 gevolgd aan de Academie voor Beeldende Kunsten Sint-Joost in Breda. Ze is begonnen als tekenaar en werkte bij het Europees Keramisch Werkcentrum in Den Bosch. Later is ze internationaal doorgebroken als keramist.
Smit werkt figuratief en maakt, minutieus gedetailleerd en kleurrijk gedecoreerd, beeldhouwwerk van onder andere honden, ratten, hazen, skeletten, katten en baby's. De wezens hebben menselijke trekken. In 1993 kreeg zij een eervolle vermelding bij de uitreiking van de Prix de Rome, afdeling tekenen. Zij ontving voorts de Keranova-prijs voor autonome keramiek (1999) en de Gemeente Breda Oeuvreprijs (2010). Eveneens in 2010 vond de expositie Huid en haar plaats in de Kunsthal Rotterdam in Rotterdam.
De kunstenaar woont en werkt in Zussen (Belgisch Limburg).

## Il Giardino di Daniel Spoerri
Smit leverde een bijdrage aan het beeldenpark Il Giardino di Daniel Spoerri van de Zwitserse kunstenaar Daniel Spoerri in Seggiano (Toscane): Magdalenengrotte een keramisch werk uit 2006/08.